# Lomonosovfjella
Lomonosovfjella är ett berg i Antarktis. Det ligger i Östantarktis. Norge gör anspråk på området. Toppen på Lomonosovfjella är 1 380 meter över havet.
Terrängen runt Lomonosovfjella är platt norrut, men söderut är den kuperad. Trakten är obefolkad. Det finns inga samhällen i närheten.